# Cononedys bilobatoides
Cononedys bilobatoides är en tvåvingeart som beskrevs av El-hawagry 2007. Cononedys bilobatoides ingår i släktet Cononedys och familjen svävflugor. Inga underarter finns listade i Catalogue of Life.